# 소설
소설(小說)은 사건을 미적으로 질서화하여 통일적인 의미가 구현될 수 있도록 산문으로 서술한 서사 문예이다. 건축처럼 인물·사건·배경을 구조적 기본 요소로 하는 허구적인 서사 문예인 것이다. 인류사적 보편성을 담고 있는 소설일수록 생명력이 강한 경향이 있고 이런 소설은 '고전'이라고 명명되며 오래도록 읽힌다.
소설은 서사시에서 발달한 이야기 쓰기 형태로 보이며, 이러한 이야기를 쓰는 작가를 소설가라 한다. 흔히 한국에서는 영어의 Novel을 소설이라고 간단히 번안하여 소설 전반을 범칭하고 있지만 엄밀한 의미에서 Novel은 근대 장편소설을 지칭하는 단어이기 때문에 소설 전반을 아우르는 범용어로 사용하기에는 적절하지 않다. 한국에서 많이 쓰이는 단편소설의 경우 Novel 대신 Short Story라 한다. 중편소설은 이태리어인 Novella를 쓴다. Novel와 Novella는 ‘이야기’와 ‘소식’이라는 의미를 갖고 있다.
영어권 국가에서 소설은 60,000 ~ 200,000개의 단어 또는 300 ~ 1,300쪽의 길이로 중편, 단편, 콩트로 구별된다. 그러나 한국에서는 장편, 중편, 단편 모두 소설로 분류한다. 희곡이나 운문에 비해 구성면이나 음률면에서 제한을 받지 않는다. 대부분의 경우 소설은 그 속에 등장하는 인물들과 그들이 일상생활에서 벌이는 행위를 다루게 된다.

## 소설의 역사
소설의 기원은 고대부터 내려온 신화, 서사시 등의 이야기이다. 즉, 서양의 그리스 신화나 한국의 주몽 신화 등의 신화에서부터 일리아드, 동명왕편 등의 서사시가 소설의 기원이라 할 수 있다.
서양에서 근대적 소설의 바탕이 된 것 가운데 가장 전형적인 것은 기사들의 영웅담 등을 소재로 한 로망스이다. 특히 로망스에서 프랑스 남부의 기사 영웅담은 환상적으로 미화된 기사가 주인공이 되어, 권선징악의 주제를 이끌며 낭만적인 이야기를 펼쳐나가는데, 이것들이 여러 방향으로 변형되어, 현재 환상적 무용담이나 연애담을 뜻하는 로맨스라는 장르로 남았다. 한국의 춘향전도 이러한 성격을 다분히 지녔다.
한편 근대 소설을 뜻하는 영어 Novel은 중세기 말 이탈리아에서 유행하던 노벨라(이탈리아어: Novella)에서 온 것으로 이 말은 새로운 것, 신기한 것이란 뜻을 담고 있다. 로망스와 달리 노벨라는 데카메론과 같이 현실의 세태를 반영한 이야기가 특징이다.

### 19세기 소설

#### 낭만주의
낭만주의는 로맨스라는 아이디어에서 나온 것으로 18세기 후반에 부흥하게 된다. 그 당시 고딕물이라는 쟝르로 1764년에 나온 호레이스 월폴의 <오틀란토의 성> 을 들 수 있다. 

#### 빅토리아 시대
19세기에 들어 또 다른 변화는 소설가들이 그들의 작품을 극장, 홀, 서점에서 읽을 수 있게 된것이다.  대중 소설의 시장이 커짐에 따라, 문학작품의 완성도가 높아졌다.  
그 당시 정치적이며 사회적인 이슈들을 포함하는 어려운 문제들이 신문이나 잡지에서 통용됨에 따라 소설도 동일한 양상을 띠게 되었다. 사회적 참여라는 사고가 주제가 되어 현대 소설의 도덕에 대한 논의가 시작되었다.  오스카 와일드등이 예술의 완벽함과 미학에 대하여 화두를 던짐으로 중요성을 띄게 되었다.
주된 작가로는 찰스 디킨스, 토머스 하디가 있으며 그들은 소설의 낭만주의에 영향을 받았다.  앤 브론테와 샬럿 브론테는 19세기 중반에 등장하였고, 19세기 말에는 조지프 콘래드는 '최고의 로맨스 작가'로 불리었다. 
미국에는 너새니얼 호손이 정치적 사상과 태도를 탐험하는 매개체로 낭만주의를 활용하였으며 대표작으로 <주홍 글씨>와 허먼 멜빌의 모비딕이 있다. 
프랑스에서는 빅토르 위고의 <파리의 노트르담> 와 <레 미제라블> 이 있으며 러시아에서는 미하일 레르본토브의 <우리 시대의 영웅> 이 있다.

## 소설의 특징
소설은 산문의 형식으로 된 가공된 이야기이다.
소설은 수필과 달리 실제 있었던 일이 아니라 작가가 상상을 통해 꾸며낸 이야기라는 점이 가장 큰 특징이다. 그러나 그 꾸며진 이야기는 당시 작가가 살았던 현실을 작가만의 방식으로 반영한 것이기 때문에, 현실의 문제점을 꼬집고 되돌아보게 하는 데에 소설의 의의가 있다. 때문에 소설의 특징을 체험과 상상이 빚은 언어 예술로서 ‘진실된 거짓’으로 파악하기도 한다. 또 소설은 형식미와 예술미를 갖추어야 하는 예술의 범주에 속하면서도 시와 달리 운율을 맞추어야 한다는 제약이 없이 자유롭게 지은 산문이라는 특징이 있다.
시(詩)가 인류초기부터 읊어졌던 것과 달리 소설은 인쇄술의 발달과 더불어 생겨난 근대 이후의 산물이다.

## 소설의 요소

### 소설의 3요소
- 주제: 작품을 통하여 작가가 나타내고자 하는 중심 사상.
- 구성: 주제를 효과적으로 표현하기 위해 사건을 질서 있게 배열하는 것.
- 문체: 문장에 나타난 작가의 독특한 개성.

## 주제
소설의 주제(主題)는 작가가 작품 속에서 구현하고자 하는 핵심적인 의미이다. 소설 속에서 쌓아올려진 의미를 주제라고 할 수 있다. 소설의 주제는 이야기를 통해 구체화된다. 그러므로 소설의 주제는 이야기가 지니고 있는 의미에 해당한다. 소설의 주제는 작품의 내용이며 작가의 사상이다. 작가가 어떤 문제를 다루고자 할 때, 그 다루고자 하는 문제 자체가 주제에 해당한다. 소설의 주제에는 작가 자신이 지니고 있는 인생관이나 세계관이 나타나 있다. 소설의 주제는 작품의 전체적인 효과를 놓고 파악해야 한다. 소설의 주제는 대체로 이야기 속에 전개되는 사건과 행동을 통해 구현된다. 등장인물의 행동은 소설이 지향하는 어떤 목표를 향해 전개된다. 그러므로 그 행동의 의미 속에 주제가 내포되어 있는 경우가 많다. 소설의 주제는 대체로 이야기의 결말 단계에서 구체적으로 드러난다. 모든 사건과 갈등이 해결되는 순간에 이야기의 의미가 살아나기 때문이다.

## 구성의 3요소
소설의 구성을 플롯(plot)이라 한다. 소설은 궁극적으로 “누가(주인공) 어디에서(배경) 무엇을 했다(사건)”는 이야기이고, 따라서 인물과 사건이 플롯의 중심을 이룬다. 고대의 철학자 아리스토텔레스는 그의 저서 《시학》에서 플롯은 소설에서 일정한 길이를 갖는 전체이며 시작, 중간, 결말을 갖는 것이라 설명하기도 하였다. 플롯의 흐름은 때때로 4단계 또는 5단계로 구분되기도 한다.
- 인물: 작품 속에 등장하는 사람 내지 인격체
- 배경: 인물들이 갈등을 벌이는 때(시간)와 곳(장소)
- 사건: 인물들에게 벌어지는 중대한 일로 갈등을 야기한다.

### 인물의 유형
- 역할에 따른 인물의 구분
  - 주동인물: 작품 속에서 작가의 주제의식을 실천하는데 중심적인 역할을 하는 일차적 인물이다. 주동인물은 작가 자신이 정하는 유형이기 때문에 반드시 주인공이 주동인물인건 아니다.
  - 반동인물: 작품 속에서 주동인물과 부딪히고 심적 갈등을 일으키게 하는 이차적 인물이다. 반동인물은 끝에서 부정적인 인물이 되는 유형이다.
  - 부차적 인물: 반동인물 이외에도 여러 번의 등장으로 주인공의 행동에 직접적 혹은 간접적으로 변화를 준다.
- 성격에 따른 인물의 구분
  - 전형적 인물: 특정 부류나 계층의 보편적인 성격을 대표한다.
  - 개성적 인물: 독자적인 성격의 인물로 독특한 분위기을 지닌다.

### 배경의 기능과 유형
- 배경의 기능 
  - 작품의 분위기를 형성한다.
  - 인물의 행동에 개연성을 부여한다.
  - 사건의 윤곽을 드러낸다.
  - 이야기의 주제에 대한 상징적 의미를 나타낸다.

- 배경의 유형에 따라
  - 공간적 배경: 인물이 활동하는 장소를 말한다. 공간마다 다른 분위기를 풍기고 있으며 처음부터 사건이 일어나는 중요한 장소가 묘사되는 경우와 단편적이고 간결하게 배경을 제시하는 경우가 있다.
  - 시간적 배경: 사건이 발생한 시간을 말한다. 더 작게 역사적 시간배경, 실존적 시간배경, 우주적 시간배경으로 나눌 수 있다.
    - 역사적 시간배경: 역사적 시간 배경은 인간 또는 개인이나 집단 현실에 관심을 갖는 시간으로, 사건이 일어난 역사적 시대에 대해 인식한다.
    - 실존적 시간배경: 실존적 시간 배경은 미래에 대한 불확실성을 표현하며, 주체적 세계의 시간이다.
    - 우주적 시간배경: 아주 먼 미래 또는 멀리 지나가 버린 과거이다.

### 사건과 갈등
문학에서 갈등이란 양자 간에 형성된 '대립적 관계'와 그에 따른 분위기를 의미한다. 즉 쉽게 말해 '주인공 vs. 대립자'의 대결 구도가 바로 갈등 그 자체라고 할 수 있다. 
사건(Event)이란 갈등을 실질적인 상황으로 구체화한 일이다. 만약 '주인공 vs. 폭풍'의 갈등이 있다면, 사건은 '주인공이 폭풍에 휩쓸렸다...(생략).'라는 식으로 쓸 수 있다는 것이다. 따라서 전개 단계에 한해서, 고전적인 서사의 구조와 상업적 소설 등에서 흔히 활용되는 하나의 사건의 구조는 다음과 같다: 맥락(Context/Objective) → 충돌(Confrontation/Obstacle) → 전환(Turning Point/Outcome)이라는 일종의 패턴이다. 크게는 그냥 '충돌과 전환'의 이원적 구조로 그릴 수 있다. 실험적 또는 비선형적 서사(예: 포스트모던 소설)에서는 이 패턴들이 모호하거나 다른 형태로 나타날 수 있다. 
* 맥락(목표)
생략이 가능하며, 자주 생략되는 흐름이다. 사건이 일어나기 전에 주인공이 현재 어떤 무대에 있는지 서술하는 것을 '맥락'이라고 한다. 각 사건들이 서로 시간적, 공간적으로 동떨어져 있으면 사건을 제대로 시작하기 전에 마치 플롯의 발단 단계처럼 주인공이 지금 어떤 장소에서 무엇을 하는지 보여주는 것이다. 하지만 사건과 사건이 서로 긴밀하게 이어져 있으면, 즉 시공간이 연속되어 있다면 맥락은 생략이 가능하다. 보통 하나의 사건은 이전 사건의 '결과'를 바탕(배경) 삼아 일어나기 때문이다. 
* 충돌(시련)
사건에서 갈등이 본격적으로 벌어지는 상황이다. 주인공이 목표를 추구하다가 장애물을 맞닥트린 상황이다. 주인공은 장애물과 부딪히며 점점 더 수세에 몰리며 갈등이 거세지고 깊어진다.
* 전환(결과)
사건의 결과이자, 이전 사건의 배경이 되는 결론적 상황이다. 앞서 '충돌'의 흐름에서 주인공은 장애물을 맞닥트리면서 점점 수세에 몰렸었다. 그래서 이제 주인공은 결국 장애물을 극복하기 위해 어떤 대가를 치러야 하는 극단적인 선택(행동)을 벌이게 되는데, 그것이 바로 사건의 결과이다. 가령 주인공이 자신의 몸을 미끼로 던져 결국 악당(장애물)을 물리쳤다는 식이다. 이때 대가는 주인공이 입는 부상이다. 참고로 '장애물의 극복'이란 장애물을 쓰러트렸다는 것만 의미하는 게 아니라, 어떤 방식으로든 장애물로부터 벗어나 다시 목표로 향하게 되었다면 모두 '극복'이라고 한다. 또한 주인공이 치른 대가는 대개 다음 사건에서 구체적인 장애물로 드러난다. 만약 이전 사건 1에서 주인공이 몸을 던져 악당을 물리쳤다면, 사건 2에서는 주인공이 사건 1의 부상으로 인해 쓰러진 상황이 된다. 사건 1의 대가인 '부상'이 사건 2의 장애물 그 자체가 된 것이다.
각 사건마다 결과는 새로운 국면으로써 주인공의 극복을 수동적이거나 능동적인 양식의 두 가지로 분류할 수도 있다. (능동) 칼을 휘두르는 악당에게 직접 몸을 던져, 몸으로 칼을 막고 악당을 쓰러트렸다든지. 이 경우는 다음 사건에서 주인공이 사경을 헤메는 갈등으로 나타날 수 있다. '주인공 vs. 부상(사경)'이 되는 꼴이다. (수동) 살인마로부터 도망치다가 그만 절벽에서 떨어졌다든지. 이 경우는 주인공이 의도치는 않았지만 결과론적으로 절벽에서 떨어진 일로 인해 살인마로부터 벗어나게 된 것이다. (수동) 경찰의 추격을 피해 가족과 함께 도망치다가, 아들의 희생으로 경찰로부터 벗어났다든지. 이 경우 다음 사건에서 주인공의 배우자가 아들을 잃은 대가로 인해 주인공과 심하게 싸우는 상황을 이끌 수 있다. 즉 주인공의 배우자가 장애물이 되는 것이다.
* 순환(발전)
사건은 항상 다른 사건을 일으킨다. 하나의 사건은 대개 이전 사건의 '결과'로써 발생한다. 주인공이 사건 1에서 어떠한 국면(대가)을 맞이했다면, 그로 인해 사건 2가 생겨난다는 식이다. 그렇게 사건은 연쇄적으로 발생한다. 일반적으로 장편소설 같은 경우 전개 단계의 사건만 8~16개 정도로 구성된다.

#### 사건과 플롯
한국에서는 흔히 이야기에 따른 사건의 발전과 진행 양상을 가지고 다섯 가지 단계로 플롯을 구성한다. 이는 '발단, 전개, 위기, 절정, 결말'의 형식을 띤다. 이 외에도 '기, 승, 전, 결'의 4단계로 구성되는 경우도 있다.  
- 발단(Exposition): 인물과 배경을 소개한다. 사건의 실마리가 드러난다. 주인공은 어떤 목표를 향하고 있거나 향하기 시작한다.
- 전개(Complication/Development/Rising action): 사건이 본격적으로 발생하는 단계로, 여러 사건이 연쇄적으로 일어나고 갈등이 복잡해지는 단계다. 기본적인 리듬(구조화)은 다음과 같다.
  - (사건1) 주인공이 장애물과 충돌해서 점점 큰 갈등을 벌인다. 그래서 새로운 국면을 맞이한다. → (사건2) 주인공은 새로운 장애물과 충돌해서 다시 점점 더 큰 갈등을 벌인다. 그래서 새로운 국면을 맞이한다. → (사건3) 주인공은 다시 새로운 장애물과 충돌해서 또 한번 점점 큰 갈등을 벌이며...(생략).
- 위기(Crisis): 이야기의 반전으로 새로운 사태(또 다른 중심 문제)가 나타나서 갈등이 한 단계 더 심화되는 단계다. 새로운 사태란 결국 기존의 중심 문제를 해결하는 데에 실패한 상황이다. 발단 단계에서 세계 지배를 하려는 악당이 등장했었으면, 위기 단계에서는 결국 주인공이 악당을 막지 못해 악당이 세계를 지배하기 시작한 것이다. 더 거대한 갈등(주인공 vs. 장애물)의 구도가 형성된 것이다. 위기 단계의 끝에선, 주인공은 좌절하며 이야기가 마무리된다.
- 절정(Climax): 전환점이 제시되고 갈등이 최고조에 이른다. 전환점이란 주인공이  이 위기 단계의 사태를 해결할 해결책을 깨달은 상황이다. 주인공은 이 해결책을 발판 삼아, 모든 것을 해결하기 위해, 자신의 모든 것을 걸고 최후의 사건을 빚는다. 최후의 사건에서 난관에 맞닥트릴 때는 최후의 선택을 통해 결국 진정한 대립자를 처치하는 데에 성공한다.
- 결말(Conclusion/Resolusion): 이야기가 종료되는 단계다. 절정 단계에서 벌인 최후의 선택과 행동을 통해 주인공은 결국 모든 중심 문제와 갈등을 해결했는지 나타낸다. 그리고 초목표를 달성하거나 못한다. 또한 인간관계 등 주인공의 운명이 결정된다.

#### 사건 구성 방식의 여러 유형들
- 단순구성: 한 인물을 통해 하나의 주제를 드러내는 구성으로 단편소설에서 많이 쓰인다.
- 복합구성: 여러 인물을 통해 여러 사건을 드러내며 주제도 복합적으로 드러내는 구성으로 장편소설에서 많이 쓰인다. 여러 주연들이 겪는 이야기를 주인공의 이야기에 묶어서 하나의 스토리로 엮는 것이다.
- 평면구성: 사건이 시간의 흐름대로 전개되는 구성으로 '과거-현재-미래'의 방식으로 전개된다. 현대소설 이전에 많이 사용됐다.
- 입체구성: 사건이 시간의 흐름에 따르지 않는 구성으로 흔히 '현재-과거-미래'의 방식으로 전개된다.현대소설, 특히 심리소설에 많이 쓰인다.
- 피카레스크 구성: 여러 사건이 산만하게 나열되어 있는 구성으로 서로 다른 각각의 사건들이 통일된 주제로 엮어서 전개되는 구성이다. 따라서 이 방법으로 쓰여진 소설에서는 각각의 독립된 사건과 해결에서 오는 단순한 리듬의 반복이 있을 뿐 일관된 성격의 변화나 주제의 발전 같은 것은 없다.
- 액자형 구성: 하나의 구성 안에 또 하나의 구성이 들어 있는 구성으로, 구조의 핵심을 이루는 중심 플롯과 그 외곽을 이루는 부분인 종속 플롯으로 되어 있다. 외부의 이야기를 ‘외화’, 내부의 핵심적 이야기를 ‘내화’라고 한다.
- 옴니버스 구성: 옴니버스의 뜻은 버스라는 소설의 틀 속에 주제가 비슷하면서도 내용이 각기 다른 각각의 짧은 이야기를 많이 연결해 놓은 구성이다.

### 요소
소설의 창작에는 여러 가지 기술적 요소가 사용된다. 화자의 시점, 관찰의 거리, 문장의 스타일, 요약과 장면 묘사, 패턴, 상징, 전환점 등의 설정이 그것이다.

#### 화자의 시점
- 일인칭 주인공 시점: (주관적) 주인공인 ‘나’가 자신의 이야기를 서술하는 방법.
- 일인칭 관찰자 시점: (비교적 객관적) 부수적인 인물인 ‘나’는 소설 속의 보조적 역할을 하면서, 주인공과 등장 인물들의 이야기를 서술해 나가는 방법.
- 삼인칭 관찰자 시점: (비교적 객관적) 서술자가 소설 속에 직접 등장하지 않고 밖에서 말 그대로 관찰하듯이 말하는 방법.(=작가 관찰자 시점)
- 전지적 작가 시점: (객관적) 서술자가 신과 같은 입장에서 인물의 외면은 물론, 보이지 않는 내면까지 모든 것을 서술해 주는 방법.

## 한국의 소설

### 19세기 이전 소설

#### 주제
- 권선징악(勸善懲惡): 착하게 사는 것을 권하고 악하게 사는 것을 벌준다. 대체로 유교 사상에 근거하여 착함과 악함을 나누는 기준은 삼강오륜(三綱五倫: 임금과 신하, 부모와 자식, 남편과 아내, 어른과 아이, 친구와 친구 사이의 도리)에 따른다. 그 실례로 김만중의 사씨남정기는 사씨 부부가 묘혜 승려와 돌아가신 시부모의 지혜로 교씨의 음모를 극복하며, 악한 교씨가 응징당하고 어진 사씨는 만수무강한다는 설정으로 유교윤리와 권선징악을 주제로 하고 있다.

#### 구성
- 형식: 평면적 구성, 전기적 구성
- 인물: 유형적, 전형적, 평면적
- 사건: 우연성, 전기성(비현실성)-19세기 이전의 고전 소설들은 소설의 사건간의 원인이나 동기를 부여하는 기술이 부족했기 때문에 우연성이 드러난다.
- 배경: 한국, 중국

- 결말: 주인공의 승리, 행복한 결말(Happy ending)

#### 문체
- 유형적 묘사: 관념적, 상투적 비유의 사용, 관용어구의 사용
- 운문체
- 설화체, 문어체

## 같이 보기
- 토지 (소설)
- 타임머신 (소설)
- 추리물
- 소설가